# Automobile welt eisenach

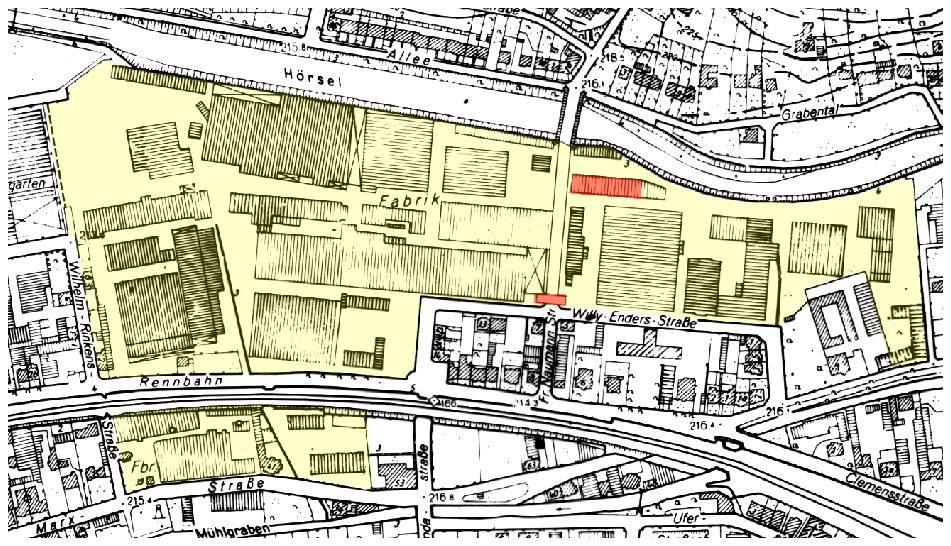
Lageplan der ehemaligen Werksanlagen, Museumsgebäude rot dargestellt

Die automobile welt eisenach (awe) ist ein Automobilmuseum in Eisenach. Es bietet einen Überblick zur mehr als 100-jährigen Geschichte des Eisenacher Automobilbaus. Betrieben wird das Museum von der Stiftung automobile welt eisenach.

## Geschichte

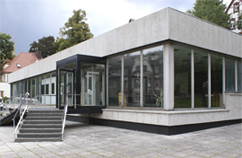
Der ehemalige Ausstellungspavillon in der Wartburgallee, 2009

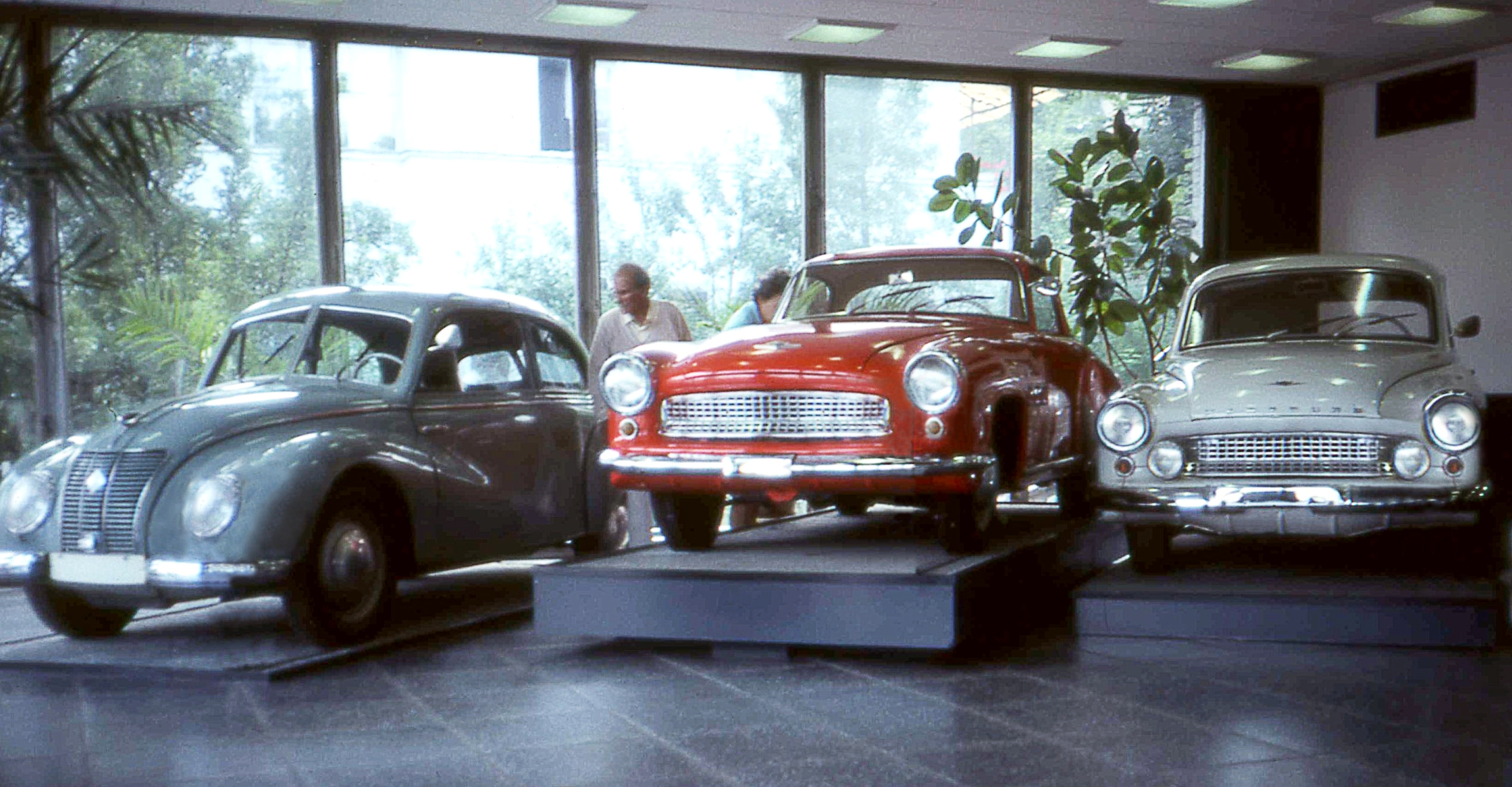
Die Automobilausstellung in der Wartburgallee (Innenansicht, 1989)

Im ersten Direktionsgebäude der Eisenacher Fahrzeugfabrik war bereits ein Ausstellungssaal für interessierte Käufer im Stil der heutigen Autohäuser vorhanden. Das Gebäude wurde im Zweiten Weltkrieg schwer beschädigt und musste abgebrochen werden. Die in Eisenach gebauten Typen der Motorräder und Automobile wurden nach dem Krieg im IFA-Messepavillon auf dem Leipziger Messegelände der internationalen Öffentlichkeit präsentiert.
Nachdem auf der Leipziger Frühjahrsmesse 1967 der restaurierte Wartburg-Motorwagen der Öffentlichkeit präsentiert werden konnte, wuchs in Eisenach der Wunsch nach einer Ausstellung von Erzeugnissen der damals fast 70-jährigen Automobilbautradition. Begünstigt durch die 1967 in der Stadt stattfindenden Feierlichkeiten zu den Jubiläen 900 Jahre Wartburg und 450 Jahre Reformation wurden staatliche Mittel gewonnen, um an der Wartburgallee im Südviertel der Stadt einen Automobil-Ausstellungspavillon zu errichten, welcher am 27. Oktober 1967 als "Wartburgpavillon" feierlich eröffnet wurde und bereits 1977 seine einmillionste Besucherin begrüßen durfte. In zeitgenössischen Büchern wurde es Wartburg-Automobilmuseum genannt.
Als das Grundstück des Ausstellungspavillons nach der Wende Anfang der 1990er Jahre nicht mehr zur Verfügung stand, kam die Idee auf, ein Museum auf dem Gelände des ehemaligen Automobilwerkes Eisenach einzurichten. Um die Fahrzeugsammlung nach der Auflösung des Automobilwerkes Eisenach in der Stadt zu halten, wurde mit Unterstützung der Stadt der Verein Automobilbaumuseum Eisenach e. V. gegründet. Provisorisch fand vom 29. Oktober 1994 an eine Ausstellung historischer Fahrzeuge in Räumen der Wartburg-Sparkasse in der Friedrich-Naumann-Straße statt. Diese Ausstellung wurde Automobilbaumuseum genannt. 1997 erwarb die Stadt Eisenach das Gebäude "O2" des früheren Automobilwerkes mit dem Ziel, darin ein Automuseum einzurichten. Ein öffentlicher Wettbewerb zur Namensfindung der neuen Automobilausstellungshalle wurde ausgelobt und aus 113 Vorschlägen Automobile Welt Eisenach – AWE ausgewählt. Am 2. Mai 2005 schloss die provisorische Ausstellung im Gebäude der Sparkasse und am 4. Juni 2005 wurde das neue Museum feierlich eröffnet.
Bis Ende des Jahres 2005 hatte das Museum mehr als 25.000 Besucher, die Besucherzahl hat sich seitdem auf ca. 30.000 Gäste im Jahr eingepegelt. Zum 1. April 2014 ging die Trägerschaft des Museums von der Stadt Eisenach auf die Stiftung automobile welt eisenach unter der Leitung von Matthias Doht über.
Vom 26. Februar bis 31. Oktober 2019 widmete das Museum dem langjährigen AWE-Chefdesigner Hans Fleischer anlässlich seines 100. Geburtstages eine Sonderausstellung von ihm gestalteter Fahrzeuge und Prototypen. In der Sonderschau waren neben von Fleischer gestalteten und mitgestalteten Fahrzeugen der Typen EMW 340-2, Wartburg 311-0, 313-1, 353 und dem Prototyp 355 erstmals auch viele Modelle von Designentwürfen im Maßstab 1 : 10 und 1 : 5 zu sehen.
Am 7. April 2023 eröffnete die Sonderausstellung „BMW Sechszylinder aus Eisenach“. Zum 1. Januar 2025 ging die Museumsleitung auf Jessica Lindner-Elsner und Enrico Martin über.

## Gebäudebestand

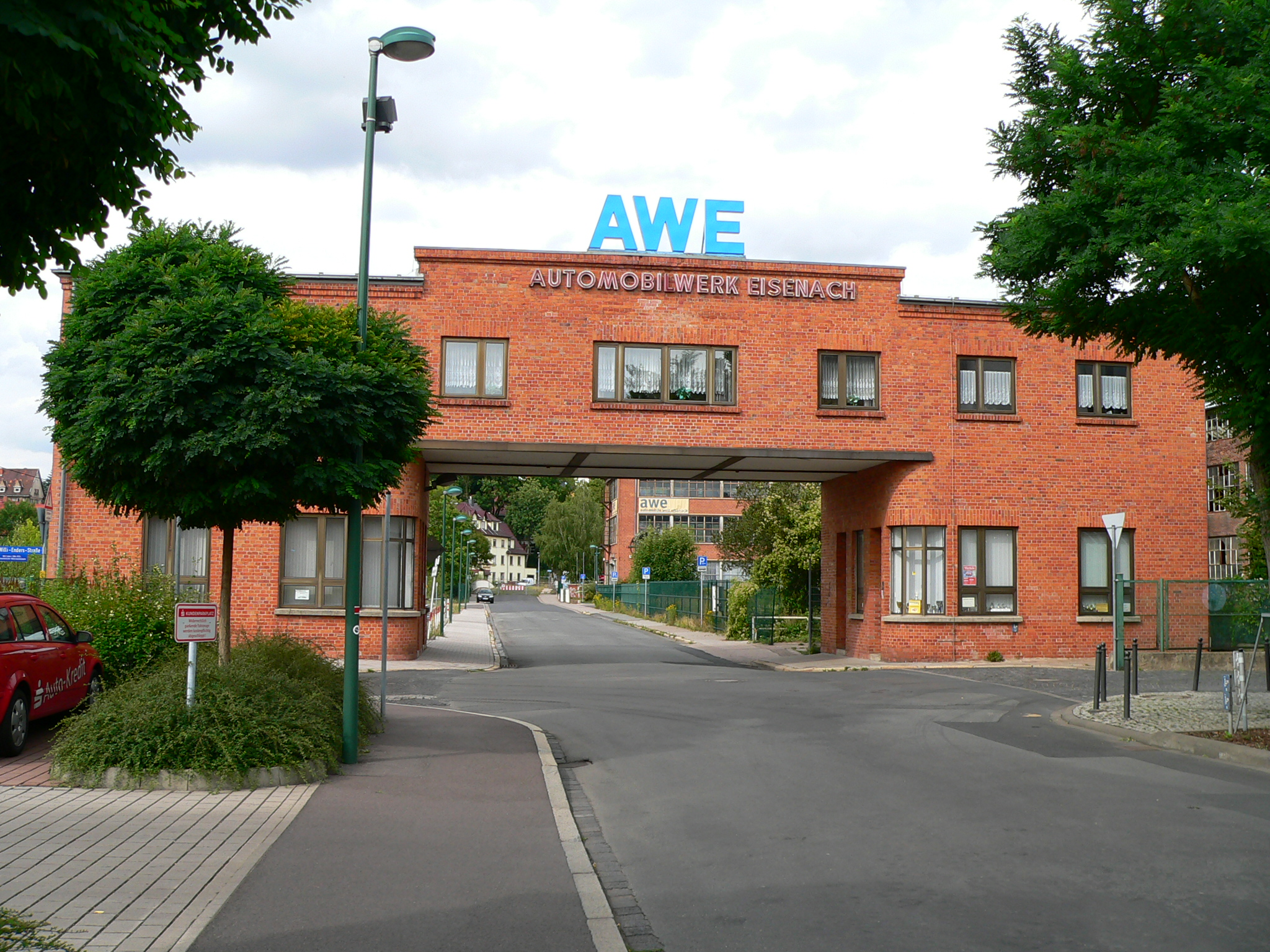
Das Haupttor des ehemaligen Eisenacher Automobilwerks

Das am 4. Juni 2005 neu eröffnete Technikmuseum befindet sich auf dem ehemaligen Gelände des Automobilwerk Eisenach. Zum Areal gehören die seit 1995 denkmalgeschützten erhalten gebliebenen Gebäude des früheren Automobilwerkes, das ehemalige AWE-Haupttor und das als O2 (sprich: oh zwei) bezeichnete Industriegebäude von 1935, in dem sich die Ausstellung befindet. Perspektivisch soll in das Museum neben dem O2 auch das Gebäude O5 integriert werden, das bisher vom Verein zur Aufbewahrung seines Fundus genutzt wird.

### O2

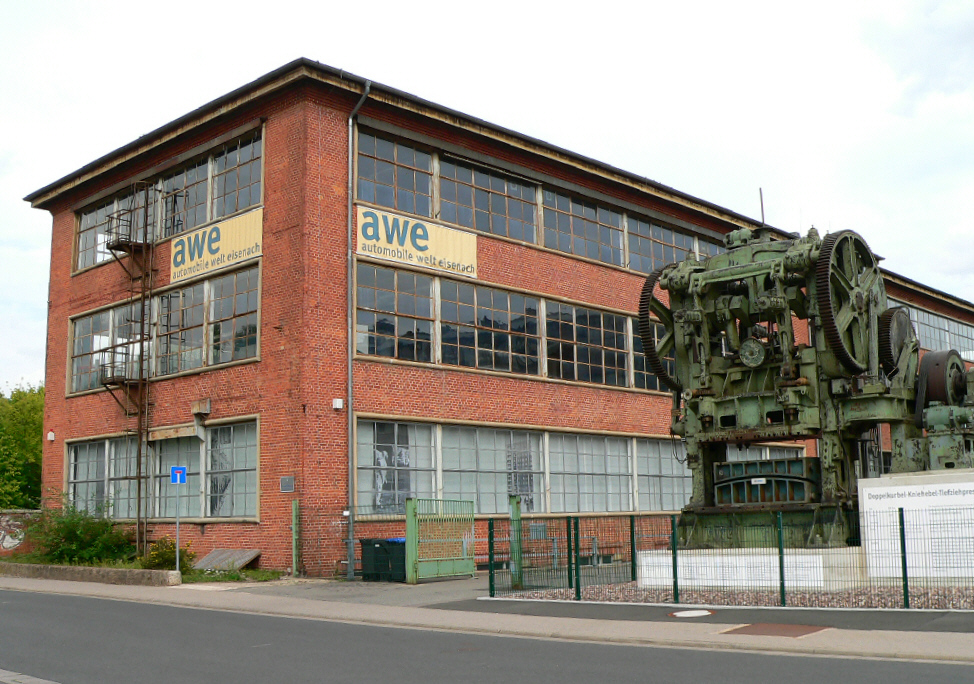
Die Ausstellungshalle O2, davor die historische Schuler-Presse

Das denkmalgeschützte Betriebsgebäude O2 wurde im Jahr 1935 nach Plänen des Münchener Architekten P. Rinke im Norden des Betriebsgeländes errichtet. Der langgestreckte Baukörper mit dekorativer Klinkerfassade hat ein mittig angeordnetes Treppenhaus auf der Südseite, welches das dreigeschossige und unterkellerte Gebäude mit 30 m langen Großräumen erschließt. Der Stahl-Glaserker vor dem Treppenhaus und im Betonrahmen gefasste Stahl-Fensterbänder in der Fassade sind typische Gestaltungsmerkmale der 1920er und 1930er Jahre, die sich auch am benachbarten Fabrikationsgebäude O1 zeigen. Die 4,5 m Geschosshöhe gestattet eine variable, vorrangig produktionsorientierte Nutzung. Im Inneren sind Treppen und Stahltüren teilweise original erhalten. Nach 1945 wurde das Gebäude O2 vorrangig für Verwaltungszwecke genutzt. Die dazu eingefügten Trennwände in den Großräumen wurden bei der Entkernung des Gebäudes um 1995 rückgebaut.
Das Gebäude wurde bis 2016 umfassend saniert und ist nun weitgehend barrierefrei zu nutzen. Im Erdgeschoss befindet sich der Saal A mit der Werksgeschichte und dem Service-Bereich, im Durchgang sind Besucher-Toiletten und ein Lift zu erreichen. Der Saal B ist der Rennsport- und Rallye-Geschichte gewidmet. Im ersten Obergeschoss befindet sich der Saal C mit Multimedia-Technik und Ausstellungsstücken zur Geschichte des Eisenacher Opel-Standortes. Ein etwa 40 m² großes Werksmodel zeigt den Gebäudebestand bei Einstellung der Fahrzeugproduktion im Jahr 1991. Der Saal D wird für wechselnde Ausstellungsthemen genutzt, mit der Eröffnung im Juli 2016 wurde an den Serienanlauf des PKW Wartburg 353 im Jahr 1966 erinnert. Im Juni 2016 wurde auch der Heinrich-Ehrhardt-Saal (Saal E) als Veranstaltungsort für Tagungen und Familienfeiern im zweiten Obergeschoss eingeweiht. In dieser Etage befindet sich auch eine behindertengerechte Toilette sowie das AWE-Werksarchiv mit einem umfangreichen Bestand an Unterlagen zur Werksgeschichte, mit Schwerpunkt Konstruktions- und Fertigungsunterlagen.
Vor dem O2 wurde am 27. August 2007 eine fast 80 Tonnen schwere Doppelkurbel-Kniehebel-Tiefziehpresse als Technisches Denkmal aufgestellt. Die Presse wurde 1928 von der Firma Schuler aus Göppingen hergestellt und diente seitdem im Karosseriebau der Fahrzeugfabrik Eisenach. Mit ihr wurden im Laufe der Jahre Karosserieteile für DIXI, BMW, EMW und Wartburg abgepresst. Die 10,50 Meter hohe, 6,50 Meter breite und 3,70 Meter lange Presse war fast 70 Jahre bis 1998 in Betrieb und steht seit 2000 als Industriedenkmal unter Denkmalschutz.

### O5

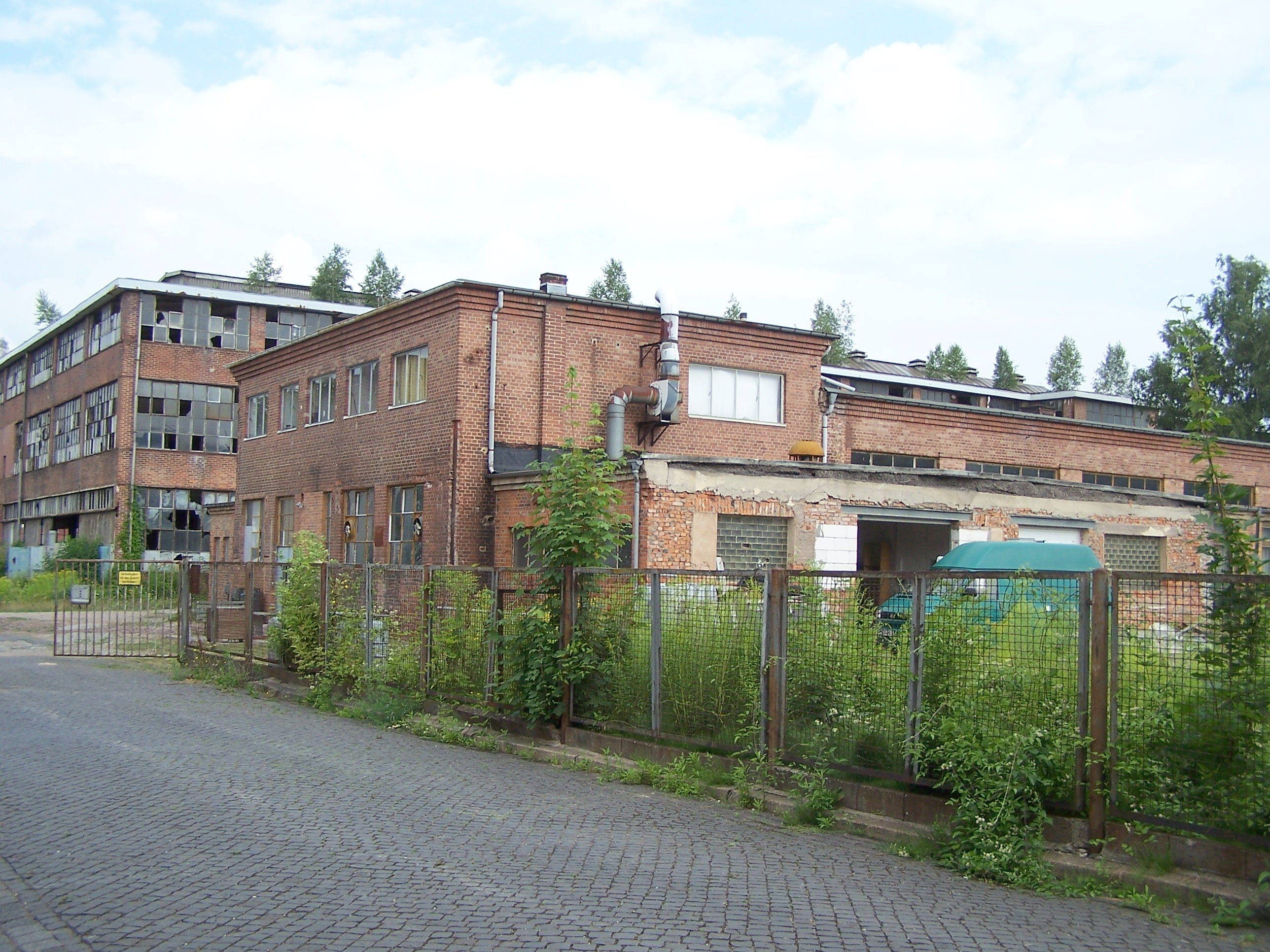
Die ehemalige Ostkantine (Bau O5) von Südosten; dahinter das O1

Das Gebäude O5 wurde 1936 nach Plänen des Eisenacher Architekten Georg Schroeder als Kameradschaftsgebäude für die BMW AG errichtet. Im Erbauungszustand verfügte das O5 über einen großen Saal mit insgesamt 550 Sitzplätzen. In das Betriebsgelände wurde der Bau mit einem großen Freiraum für Versammlungen eingebunden. Nach dem Zweiten Weltkrieg diente das Haus vor allem als Kantine zur Versorgung der Arbeiter des Automobilwerkes Eisenach, aber auch weiterhin für politische und kulturelle Veranstaltungen aller Art. 1947 wurden an den Längsseiten des Hauses Seitenflügel angebracht, um die Kapazität weiter zu erhöhen. Seine Lage im östlichen Teil des AWE-Betriebsgeländes brachte dem Gebäude die Bezeichnung Ostkantine ein.
Nach aufwändiger Sanierung des Gebäudes und Restaurierung der ursprünglichen Fassung wurde das Gebäude zum Tag des offenen Denkmals 2013 der Öffentlichkeit vorgestellt.
Derzeit dient das denkmalgeschützte Gebäude dem Automobilbau-Museum Eisenach e. V. als Vereinsquartier und Lager und beherbergt einen Teil des Fahrzeugfundus.

### Haupttor
Das frühere AWE-Haupttor wurde beim Wiederaufbau des Automobilwerkes nach dem Zweiten Weltkrieg von der ehemaligen BMW-Flugmotorenfabrik am Dürrerhof an seinen heutigen Standort umgesetzt und überspannt seitdem die Friedrich-Naumann-Straße. Zu Zeiten des VEB AWE beherbergte das Gebäude den Betriebsschutz und eine Außenstelle der Volkspolizei. Nach der Schließung des Werkes konnte es vor dem Abriss bewahrt werden und ist heute Sitz der Stiftung Automobile Welt Eisenach.

## Ausstellung
Das Museum belegt mit zahlreichen Exponaten und originalen Fahrzeugen die über hundertjährige Automobilbautradition in Eisenach, beginnend mit der Fahrzeugfabrik Eisenach AG, über die DIXI-Werke, BMW-, EMW, und Wartburg-Ära bis zum Produktionsstart des Opelwerkes Eisenach im Jahr 1992.
Die Ausstellung ist in mehrere Abschnitte gegliedert:
- Anfänge des Werkes und des Eisenacher Automobilbaus
- Dixi und Übernahme durch BMW
- Nationalsozialismus und Motorisierung in den 1930er Jahren
- Rüstungsproduktion
- „Stunde Null“ und Nachkriegszeit[19]
- Fahrzeuge der DDR-Zeit und abgebrochene Entwicklungen
- Neubeginn nach 1990
- Rennsport- und Rallye-Geschichte
- Technische Spezialitäten und Kuriositäten

Als Exponate sind unter anderem ausgestellt:
- Wartburg-Motorwagen von 1899
- Serien- und Sonderfahrzeuge der Marken Dixi, BMW (u. a. BMW 3/15 und BMW 328) und EMW (u. a. EMW 327 und EMW 340)
- Serien- und Sonderfahrzeuge sowie Prototypen des VEB AWE (Wartburg 311, 312, 313, 353, 1.3)
- AWE Rennsportwagen (von 1956)
- der erste in Eisenach hergestellte Opel Vectra
- Flugmotor BMW 801
- diverse Motorräder von BMW/EMW (u. a. BMW R 35, EMW R 35) und weiterer Hersteller
- Maschinen und Werkzeuge sowie Karosserie-Studien

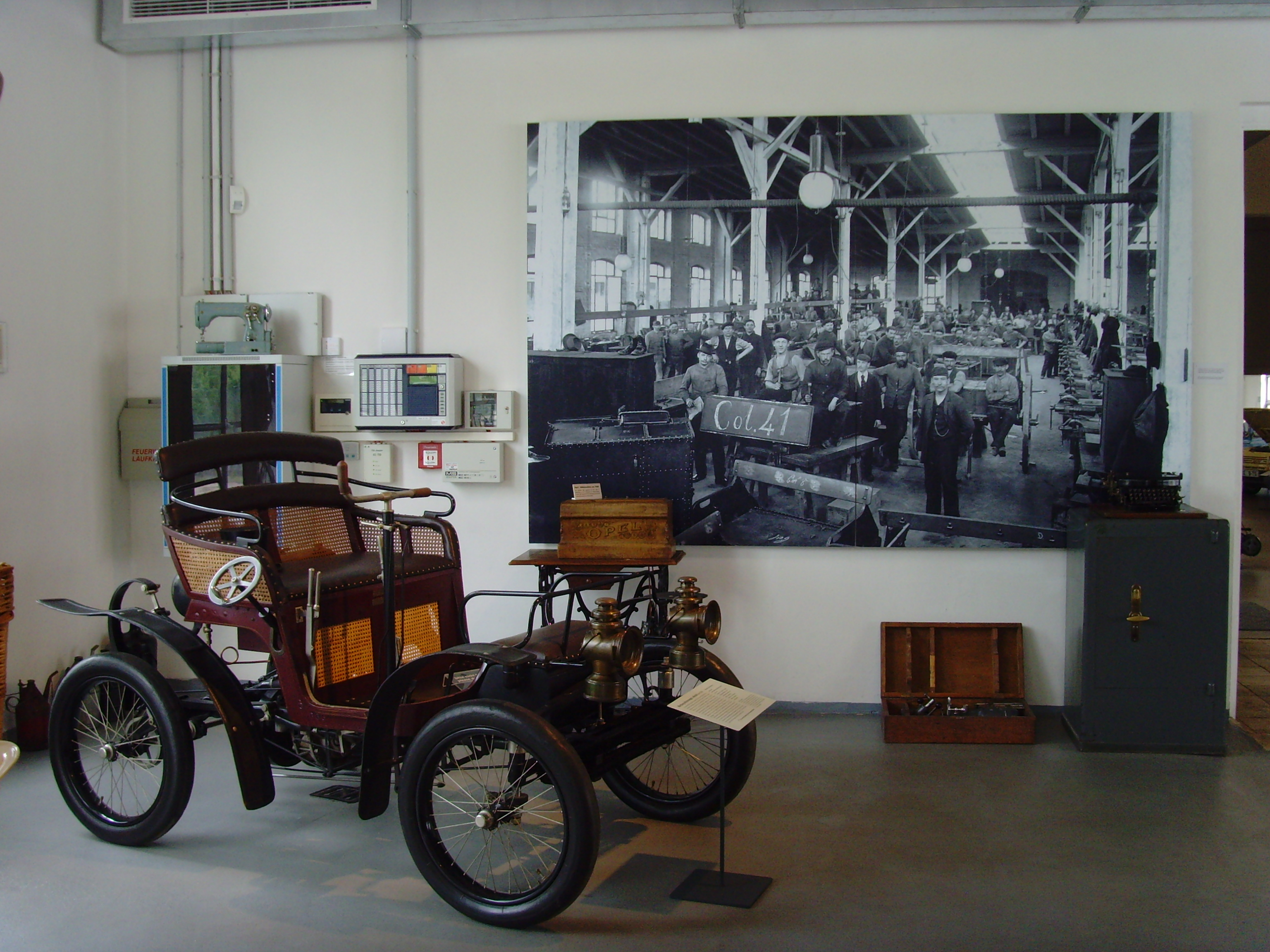
Wartburg-Motorwagen im Ausstellungssaal A
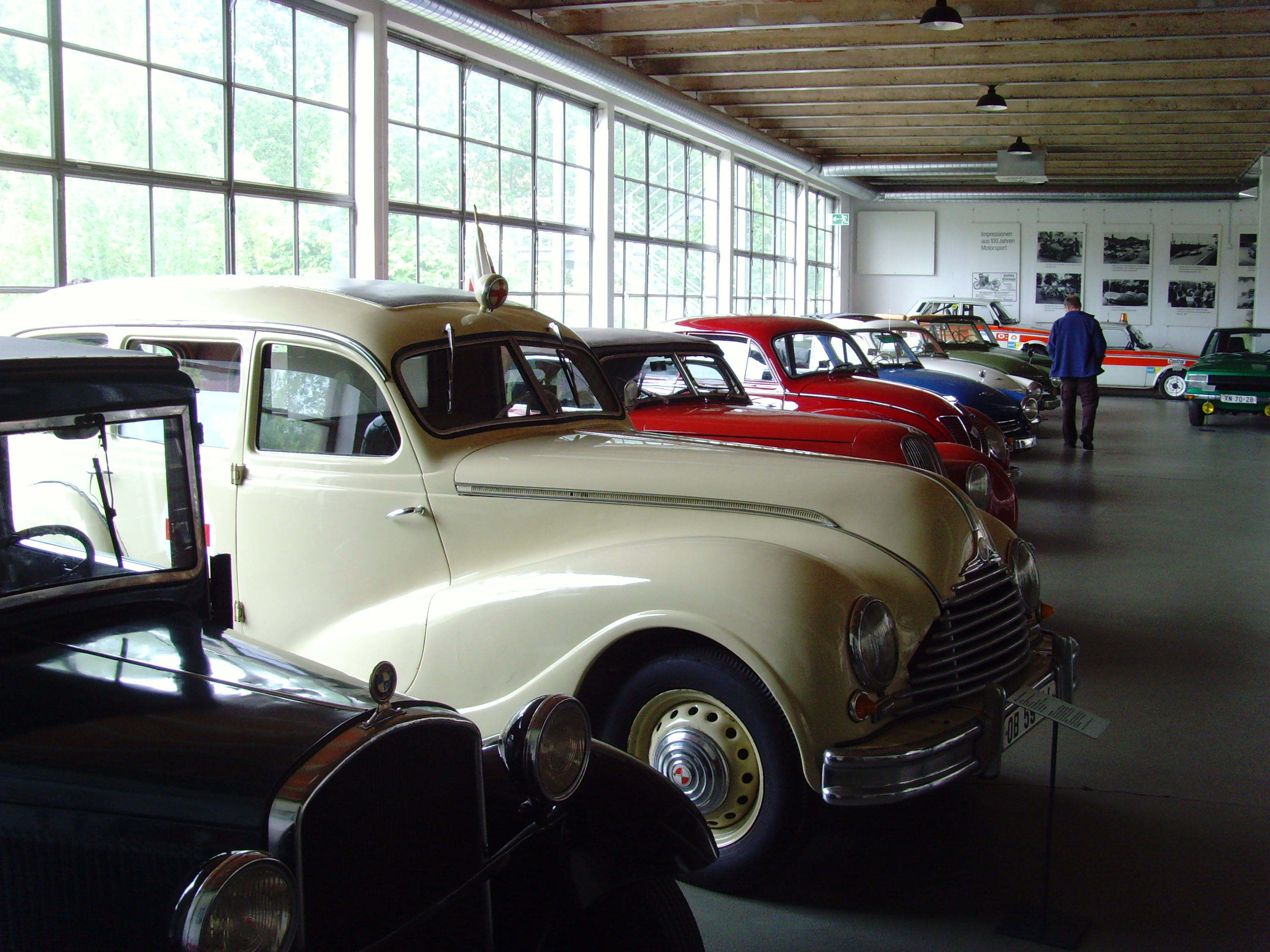
Innenansicht – Ausstellungssaal B (vor dem Umbau)
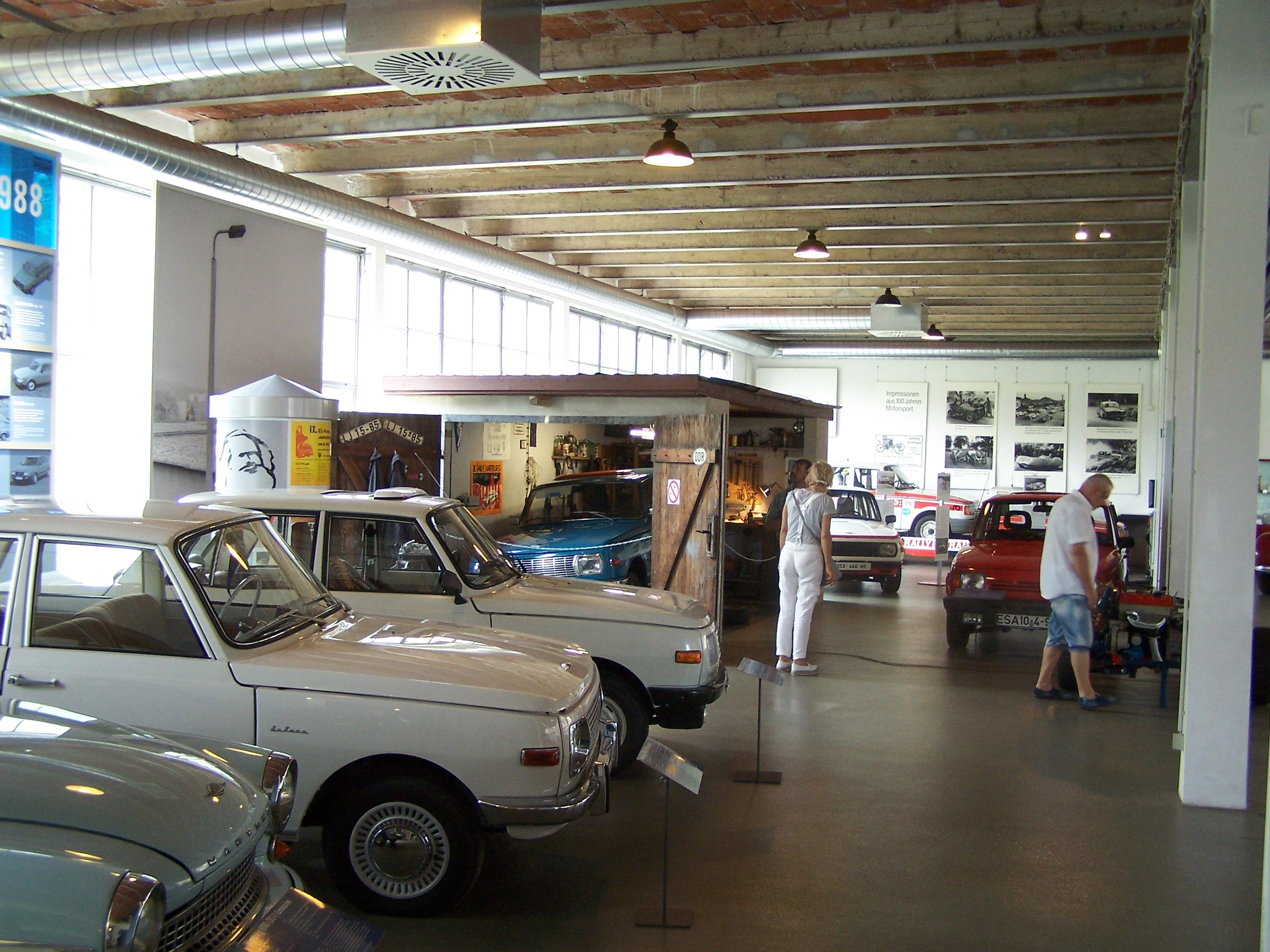
Ausstellungssaal B nach dem Einbau der »Garage«
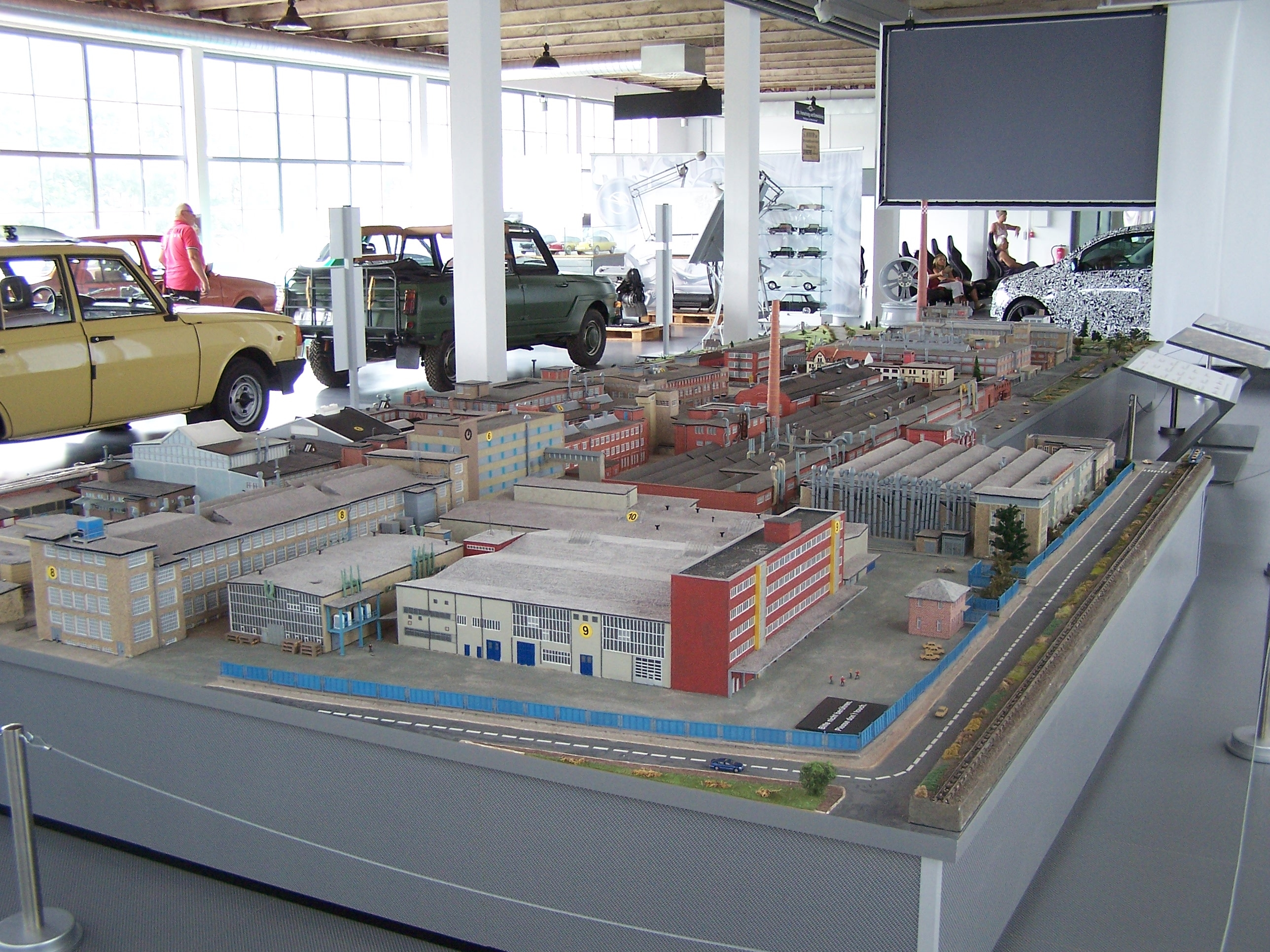
Das Werksmodell im Ausstellungssaal C